# Humphrey Hildenberg
Humphrey Stanley Hildenberg (13 september 1945 – 3 juni 2017) was een Surinaams politicus.

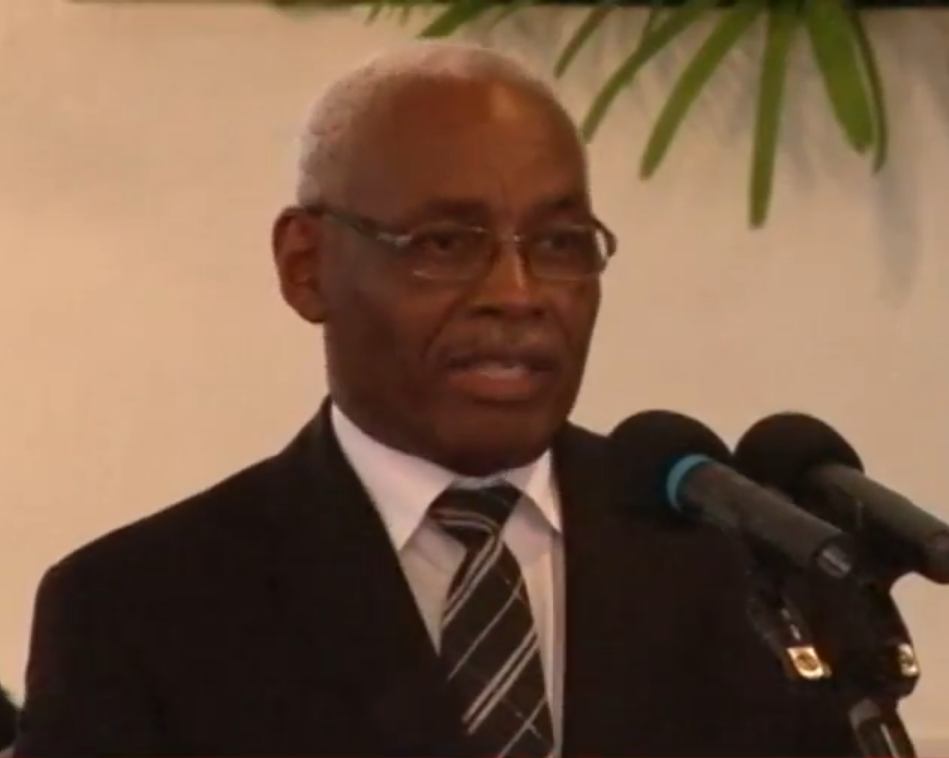
Hildenberg in 2010

## Biografie
De macro-econoom Hildenberg heeft in Nederland aan de Universiteit van Groningen gestudeerd waarna hij in 1976 terugkeerde naar Suriname.
Daar ging hij werken als adviseur van de minister van Opbouw waarna hij onderdirecteur werd die zich bezighield met Financiële en Personele aangelegenheden. Van 1981 tot 1992 was hij werkzaam bij de Nationale Ontwikkelings Bank (NOB).
In december 1991 had Rudi Roseval ontslag genomen als minister van Financiën. Zijn ministerie was regelmatig in conflict met het in dat jaar gevormde ministerie van Planning en Internationale Samenwerking waar Eddy Sedoc de minister was. Na dat ontslag nam Sedoc tijdelijk die functie waar totdat Hildenberg in 1992 minister van Financiën werd.
Toen de regering-Wijdenbosch II in 1996 aan de macht kwam, werd Hildenberg opgevolgd door Atta Mungra waarna hijzelf terugkeerde naar de Nationale Ontwikkelings Bank.
Na de verkiezingen van 2000 keerde de NPS'er Hildenberg weer terug als minister van Financiën en kwam ook André Telting weer terug als governor van de Centrale Bank van Suriname (CBvS). Terwijl hij minister was, werd de Surinaamse gulden ingewisseld voor de Surinaamse dollar waarmee de munteenheid 3 nullen kwijtraakte. Na de verkiezingen van 2005 bleef hij tot medio 2010 minister op hetzelfde ministerie.
Hij werd in 2017 ongeneeslijk ziek en overleed op 71-jarige leeftijd in een ziekenhuis in Paramaribo.